# 黑鳞耳蕨
黑鳞耳蕨（学名：Polystichum makinoi）为鳞毛蕨科耳蕨属下的一个种。

## 扩展阅读
- 維基物種上的相關：黑鳞耳蕨